# جيرهارد هيسنبرغ
جيرهارد هيسنبرغ (بالألمانية: Gerhard Hessenberg )‏ (و. 1874 – 1925 م) هو رياضياتي، وأستاذ جامعي ألماني، ولد في فرانكفورت، كان عضوًا في الأكاديمية الألمانية للعلوم ليوبولدينا، توفي في برلين، عن عمر يناهز 51 عاماً.

## التعليم
تعلم في جامعة هومبولت في برلين.

## جوائز
حصل على جوائز منها:
- Silver Leibniz medal ‏ (1910).